# San Zeno di Montagna
San Zeno di Montagna – miejscowość i gmina we Włoszech, w regionie Wenecja Euganejska, w prowincji Werona.
Według danych na rok 2004 gminę zamieszkiwały 1243 osoby, 44,4 os./km².